# 사원수 벡터 공간
선형대수학에서 사원수 벡터 공간(영어: quaternionic vector space)는 사원수 대수 {\displaystyle \mathbb {H} } 위의 가군이다.

## 정의
사원수 벡터 공간은 환론에서의 가군의 개념으로 직접적으로 정의할 수도 있고, 대신 추가 구조를 갖춘 실수 또는 복소수 벡터 공간으로 정의할 수도 있다. 이 세 가지 정의는 서로 동치이다.

### 사원수 대수의 가군
사원수 대수 {\displaystyle \mathbb {H} }는 노름을 갖춘 나눗셈환이며, 따라서 그 위의 가군들은 모두 자유 가군이다. 또한, {\displaystyle \mathbb {H} }는 비가환환이지만 사원수 켤레 연산
{\displaystyle {\bar {}}\colon \mathbb {H} \to \mathbb {H} }
{\displaystyle {\bar {}}\colon a+ib+jc+kd\mapsto a-ib-jc-kd}
아래 스스로의 반대환과 표준적으로 동형이다.
{\displaystyle \mathbb {H} \cong \mathbb {H} ^{\operatorname {op} }}
따라서, {\displaystyle \mathbb {H} } 위의 왼쪽 가군과 오른쪽 가군은 표준적으로 일대일 대응하며, 왼쪽 · 오른쪽 가군을 구별할 필요가 없다.
사원수 대수 {\displaystyle \mathbb {H} } 위의 (자유) 가군을 사원수 벡터 공간이라고 한다.

### 복소수 벡터 공간 위의 사원수 구조
{\displaystyle 2n} 차원 복소수 벡터 공간 {\displaystyle V} 위의 사원수 구조는 다음 조건을 만족시키는 {\displaystyle \mathbb {C} }-반선형 변환 {\displaystyle K\colon V\to V}이다.
{\displaystyle K^{2}=-1}
사원수 구조를 갖춘 {\displaystyle 2n} 차원 복소수 벡터 공간을 {\displaystyle n} 차원의 사원수 벡터 공간이라고 한다.

### 실수 벡터 공간 위의 사원수 구조
{\displaystyle 4n} 차원 실수 벡터 공간 {\displaystyle V} 위의 사원수 구조 {\displaystyle (I,J,K)}는 다음 조건을 만족시키는, 세 개의 {\displaystyle \mathbb {R} }-선형 변환
{\displaystyle I,J,K\colon V\to V}
로 구성된다.
{\displaystyle I^{2}=J^{2}=K^{2}=IJK=-1}
즉, {\displaystyle (I,J,K)}는 {\displaystyle -1}을 보존하는 군 준동형
{\displaystyle \phi \colon Q\to \operatorname {GL} (V;\mathbb {R} )}
{\displaystyle \phi \colon -1\mapsto -\operatorname {id} _{V}}
를 정의한다. 여기서 {\displaystyle Q}는 사원수군이다.
사원수 구조를 갖춘 {\displaystyle 2n} 차원 실수 벡터 공간을 {\displaystyle n} 차원의 사원수 벡터 공간이라고 한다.

### 사원수 선형 변환
사원수 벡터 공간 {\displaystyle V}가 주어졌을 때, {\displaystyle V} 위의 사원수 선형 변환 {\displaystyle T\colon V\to V}는 {\displaystyle \mathbb {H} } 위의 가군으로서의 준동형이다. 이들은 사원수 일반 선형군 {\displaystyle \operatorname {GL} (V;\mathbb {H} )}를 이루며, {\displaystyle V}가 유한 차원일 경우 그 원소는 사원수 행렬들로 생각할 수 있다.

### 사원수 벡터 공간 위의 복소수 구조
{\displaystyle n}차원 복소수 벡터 공간 {\displaystyle V} 위의 실수 구조는 {\displaystyle C^{2}=1}인 반선형 변환 {\displaystyle C\colon V\to V}에 의하여 주어진다. 이 경우 {\displaystyle C}는 각 성분의 복소수 켤레 연산에 해당한다. 마찬가지로, 사원수 벡터 공간 위의 복소수 구조(영어: complex structure)는 {\displaystyle C^{2}=1}인 반선형 변환으로서 주어진다.

## 예
복소수 벡터 공간 {\displaystyle V}가 주어졌을 때, {\displaystyle V\oplus {\bar {V}}}는 다음과 같은 자연스러운 사원수 구조를 가진다.:§1.6.3
{\displaystyle J\colon (v_{1},{\bar {v}}_{2})\mapsto (-v_{2},{\bar {v}}_{1})}
이 함수가 {\displaystyle \mathbb {C} }-반선형이라는 것은 다음과 같이 쉽게 확인할 수 있다.
{\displaystyle J\left(z(v_{1},v_{2})\right)=J\left((zv_{1},{\overline {{\bar {z}}v_{2}}})\right)=(-{\bar {z}}v_{2},{\overline {zv_{1}}})={\bar {z}}(-v_{2},{\bar {v}}_{1})={\bar {z}}J\left((v_{1},v_{2})\right)}
이 경우, 나머지 두 복소수 구조는 구체적으로 다음과 같다.
{\displaystyle I\colon (v_{1},{\bar {v}}_{2})\mapsto (iv_{1},-{\overline {iv_{2}}})}
{\displaystyle K=IJ=\colon (v_{1},{\bar {v}}_{2})\mapsto (-iv_{2},-{\overline {iv_{1}}})}
그렇다면
{\displaystyle I^{2}=J^{2}=K^{2}=IJK=-1}
임을 쉽게 확인할 수 있다.

## 같이 보기
- 벡터 공간
- 일반선형군
- 특수선형군
- 심플렉틱 군

## 참고 문헌
1. ↑  Moore, Gregory W. (2014년 8월 22일). “Quantum symmetries and K-theory” (PDF) (영어).

- Rodman, Leiba (2014). 《Topics in Quaternion Linear Algebra》. Princeton Series in Applied Mathematics (영어). Princeton University Press. ISBN 978-069116185-3. Zbl 1304.15004.